# Ofotbanen
Az Ofotbanen  egyvágányú vasútvonal a svéd Riksgränsen és a norvég Narvik tengeri kikötő között. Ez a legészakibb része a nemzeti vasútvonal-hálózatnak Norvégiában. A vonal 1902. november 15-én nyílt meg és 1923-ban villamosították 15 kV, 16,7 Hz váltakozó árammal. Svédországban a vonal csatlakozik a Malmbanan vonalhoz.
A vonal egyik legfontosabb feladata a vasérc szállítása a jégmentes Narvik kikötőbe, ahol a vasércet hajókba rakodják az exportáláshoz. A vasúton 2006-ban 15,9 millió tonna árut szállítottak, ami több, mint az összes többi vasút forgalma Norvégiában. Személyforgalom is van, de az a teherforgalomhoz képest nem jelentős. A személyszállító vonatok Stockholmból indulva több mint 20 óra alatt teszik meg az 1580 km hosszú utat Narvikig.

## Üzemeltetők
- SJ AB - személyszállító vonatok
- Malmtrafikk - tehervonatokat továbbít Kirunába.
- CargoNet - tehervonatok

## Lásd még
- Észak-Kelet-Nyugati teherszállító folyosó
- MTAB IORE